# 棋太平
『棋太平』（きたへい）は、1985年8月にエス・ピー・エスより発売されたX1/turbo用将棋ゲームソフト。本ソフトはその後も多くの機種に移植され、発売元のエス・ピー・エスにとって看板製品となった。X68000版では『棋太平68K』のタイトルで発売され、後にWindows版の元となった。通信将棋バトル棋太平のサービスが開始され、PC版とネット版を統合の際にはそれぞれの開発チームが異なっていたため混乱したという。

## 概要
エス・ピー・エスの将棋ソフトとしては『HP王将』（MZ-2200版、X1版、MZ-1500版以外は『王将』の名称でキャリーラボ（MSX版はマイクロキャビンからはカセット版が『王将』、ROMカセット版は『マイクロキャビン将棋』という商品名）より発売されていた）を前身とする。
- 『HP王将』の機能は全て引き継いでいる[4]。
- 盤の上下をひっくりかえす機能がついており、立場を逆転することができる[4]。
- まったく新しい思考ルーチンにより強さ、スピードアップ[4]。
- 自由に定跡を登録[4]。
- グラフィックと漢字表示[4]。
- 人対人の将棋盤として使用可能[4]。
- テンキー・ジョイスティック・マウスが使える[5]。
- 雰囲気をだすため手カーソルで指す[5]。
- コンピューターが人間の指す手を覚えて思考ルーチンが成長、ワン・パターンがなくなり同じ手で何度も勝つことがなくなる[5]。
- 対局を再現することが出来る[5]。
- まったがある[5]。

当時の広告には、『棋太平の、その強さのイメージを騎馬武者に求めました。パッケージやオープニングタイトルの騎馬武者は、HP王将の単なるバージョンアップではないという事を意味しています。』としている。
後にエス・ピー・エスでは本ソフトの棋力をアマ5、6級としている。

## シリーズ一覧
| No. | タイトル                       | 発売日         | 対応機種                                                                             | 開発元           | 発売元             | メディア | 型式     | 売上本数 | 備考       |
| --- | ------------------------------ | -------------- | ------------------------------------------------------------------------------------ | ---------------- | ------------------ | --- | -------- | -------- | ---------- |
| 1   | 棋太平                         | 1985年8月      | X1/turbo [X1] MZ-2200/2000 [MZ22] PC-8801/mkII/SR [PC88] MZ-2500 [MZ25]              | エス・ピー・エス | エス・ピー・エス   | [X1]5インチフロッピーディスク カセットテープ [MZ22]5インチフロッピーディスク カセットテープ [PC88]5インチフロッピーディスク カセットテープ [MZ25]3.5インチフロッピーディスク |          |          |            |
| 2   | 棋太平                         | 1986年         | FM-7/77/AV [FM7] PC-9800シリーズ FMR-30/50/60/70 J3100 OASYS 30AX(SX)401 OASYS 30AF3 | エス・ピー・エス | エス・ピー・エス   | [FM7]3.5インチフロッピーディスク 5インチフロッピーディスク カセットテープ |          |          |            |
| 3   | 棋太平                         | 1986年9月      | MSX2                                                                                 | マイクロキャビン | マイクロキャビン   | ROM |          |          |            |
| 4   | 棋太平68K                      | 1991年5月      | X68000                                                                               | エス・ピー・エス | エス・ピー・エス   | フロッピーディスク |          |          |            |
| 5   | 本将棋                         | 1994年11月25日 | ゲームボーイ                                                                         | イマジニア       | イマジニア         | ROMカートリッジ |          |          | [ 注釈 2 ] |
| 6   | 棋太平 for Windows95           | 1995年         | Windows                                                                              | エス・ピー・エス | エス・ピー・エス   | |          |          |            |
| 7   | スーパー将棋3 棋太平           | 1995年12月29日 | スーパーファミコン                                                                   | I'MAX            | I'MAX              | ロムカセット |          |          |            |
| 8   | インターネット将棋棋太平       | 1998年         | Windows                                                                              | エス・ピー・エス | エス・ピー・エス   | |          |          |            |
| 9   | 棋太平GOLD                     | 1999年         | Windows                                                                              | ネットビレッジ   | ネットビレッジ     | |          |          |            |
| 10  | 棋太平GOLD                     | 1999年11月18日 | ドリームキャスト                                                                     | ネットビレッジ   | ネットビレッジ     | | T-39801M |          |            |
| 11  | プロジェクトEGG 棋太平68K      | 2013年2月5日   | Windows                                                                              | エス・ピー・エス | D4エンタープライズ | ダウンロード |          |          | [ 7 ]      |
| 12  | プロジェクトEGG 棋太平 PC-8801 | 2013年5月14日  | Windows                                                                              | エス・ピー・エス | D4エンタープライズ | ダウンロード |          |          | [ 8 ]      |